# Atta (chi)
Atta là một chi kiến Tân thế giới thuộc phân họ Myrmicinae. Nó chứa ít nhất 17 loài được biết đến.
Kiến cắt lá tương đối lớn, màu đỏ gỉ hoặc nâu, và có thân hình gai góc và đôi chân dài. Ba diễn viên chính trong một tổ là kiến chúa, kiến thợ và kiến chiến binh. Chỉ có kiến chúa có cánh, và những con kiến này còn được gọi là 'sinh sản' hay 'bầy đàn'. Mặc dù hầu hết những con kiến trong tổ là con cái, nhưng chỉ có kiến chúa mới sản xuất trứng. Kiến chúa thường dài 20 mm.

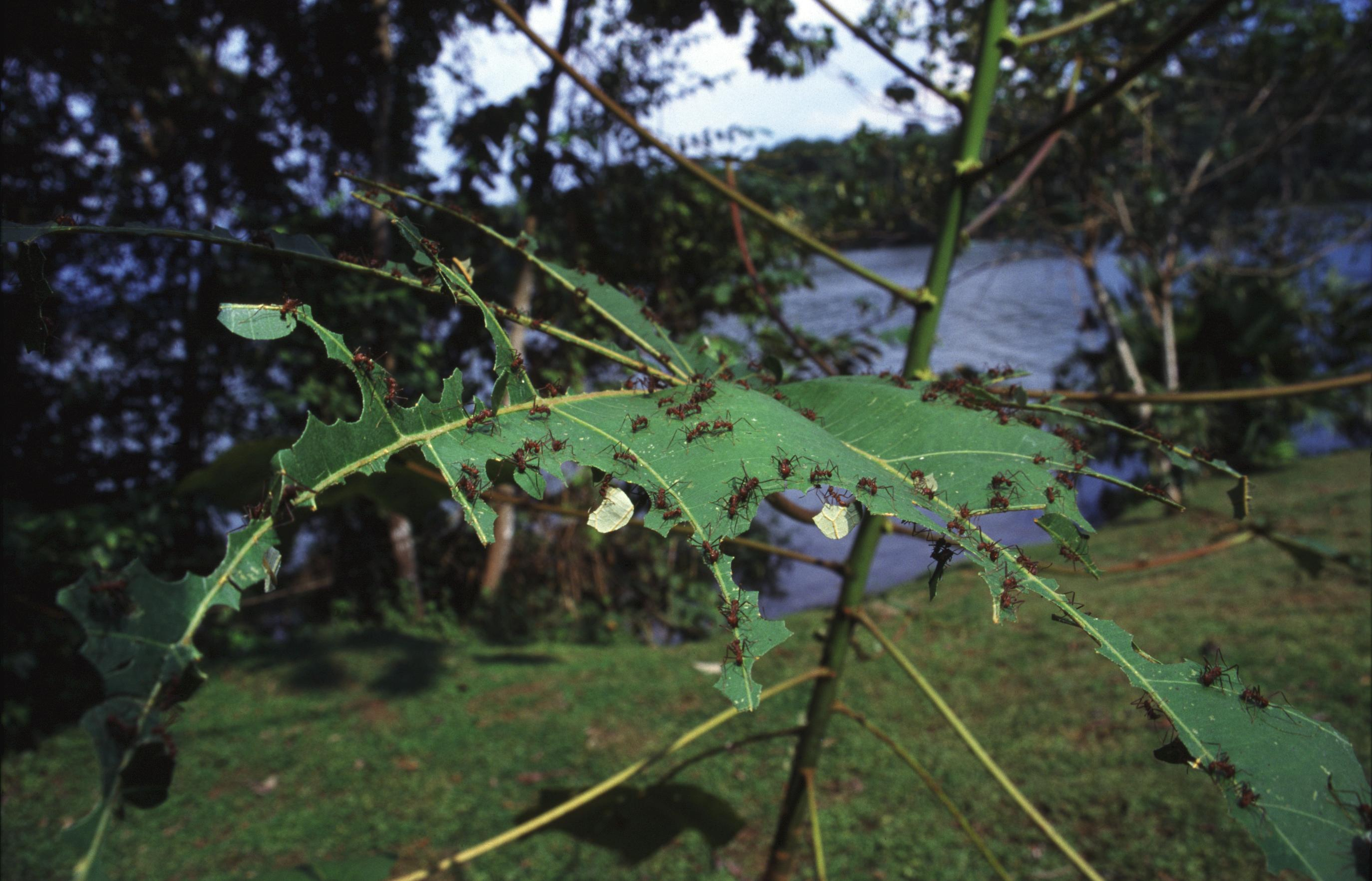
Workers of A. colombica cắt toàn bộ lá của cây non

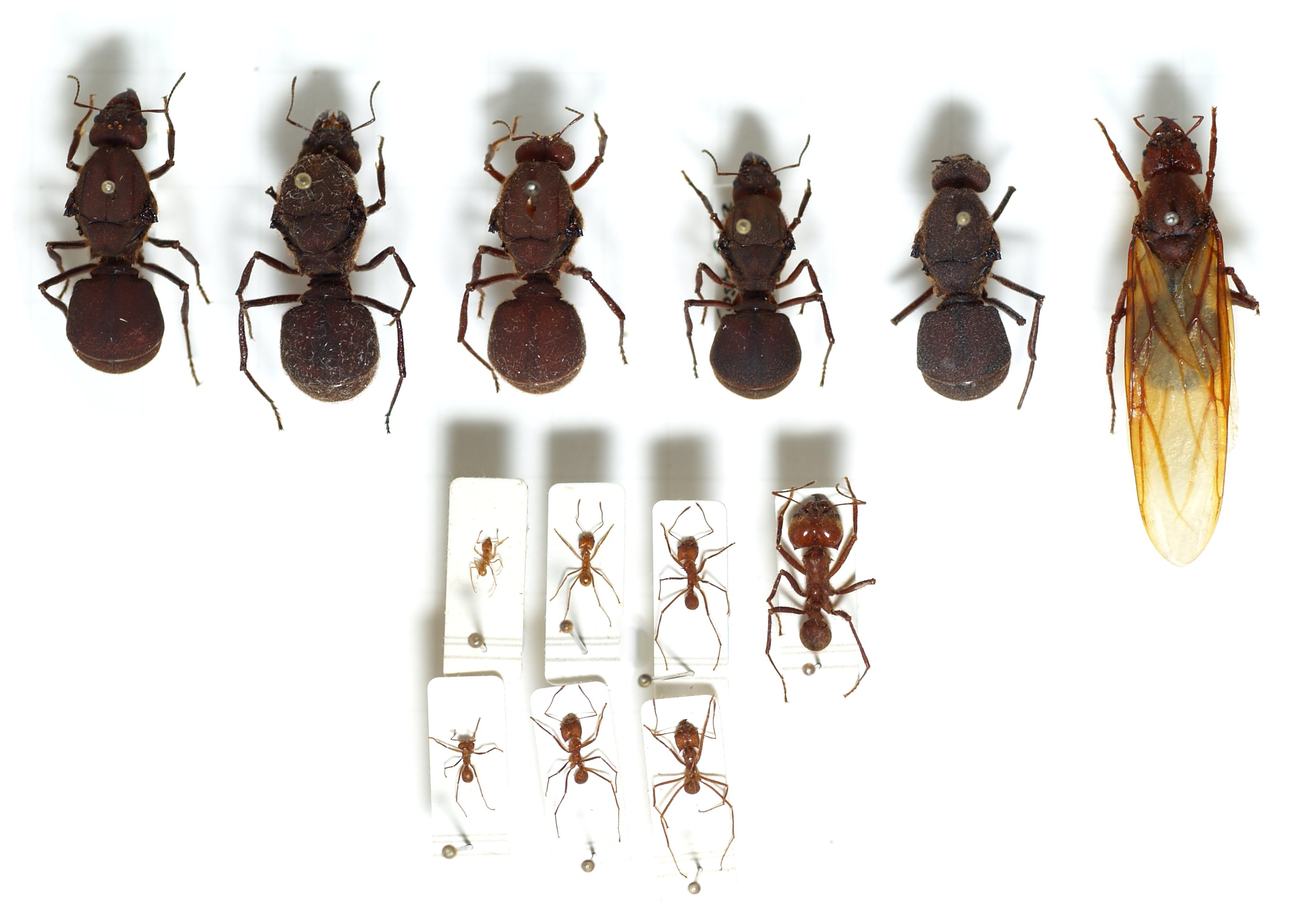
Tổ A. cephalotes

Kiến thợ của chi có ít vi khuẩn biểu bì.

## Hiệu ứng sinh thái
Những loài kiến trong chi này có thể tạo ra những khoảng trống từ dưới lên bằng cách hình thành tổ lớn của chúng. Những con kiến đào đất giàu chất hữu cơ và lưu trữ thêm chất hữu cơ trong các buồng ngầm của chúng. Điều này tạo ra đất phong phú thúc đẩy tăng trưởng thực vật. Những con kiến cũng có thể tỉa những chiếc lá của cây dưới tán, cho phép nhiều ánh sáng chiếu vào sàn rừng. Chúng cũng có thể kiểm soát các loại cây và các loại cây khác bằng cách chọn lọc đưa hạt giống vào các buồng ngầm. Tùy thuộc vào vị trí của buồng, một hạt giống có thể phát triển bằng cách tiếp cận ánh sáng.

## Loài
- Atta bisphaerica Forel, 1908
- Atta capiguara Gonçalves, 1944
- Atta cephalotes (Linnaeus, 1758)
- Atta colombica Guérin-Méneville, 1844
- Atta cubana Fontenla Rizo, 1995
- Atta goiana Gonçalves, 1942
- Atta insularis Guérin-Méneville, 1844
- Atta laevigata (F. Smith, 1858) (Colombia south to Paraguay)
- Atta mexicana (Smith, 1858)
- Atta opaciceps Borgmeier, 1939
- Atta pilosa (Buckley, 1866)
- Atta robusta Borgmeier, 1939
- Atta saltensis Forel, 1913
- Atta sexdens (Linnaeus, 1758)
- Atta tardigrada (Buckley, 1866)
- Atta texana (Buckley, 1860) - Texas leafcutter ant (eastern Texas and western Louisiana in the Hoa Kỳ, northeastern Mexico)
- Atta vollenweideri Forel, 1893